# Kazimierz Chodakowski
Kazimierz Chodakowski (ur. 20 czerwca 1929 w Łodzi, zm. 21 października 2017 tamże) – polski hokeista grający na pozycji obrońcy, reprezentant kraju, olimpijczyk, również piłkarz.

## Kariera klubowa
- ŁKS Łódź (1947–1951)
- Legia Warszawa (1951–1957)
- ŁKS Łódź (1958–1972)

Pochodził z rodziny ze sportowymi tradycjami. Ojciec Kazimierz pełnił funkcję gospodarza boiska przy al. Unii 2, a matka Bronisława (z d. Kaźmierczak) przygotowywała stroje sportowe na sportowców w ŁKS-ie Łódź.
Karierę sportową rozpoczął w 1947 roku w ŁKS-ie Łódź, w którym występował do 1951 roku. Następnie w latach 1951–1957 został zawodnikiem Legii Warszawa, w barwach której siedmiokrotnie z rzędu zdobywał mistrzostwo Polski. W 1958 roku wrócił do ŁKS-u Łódź, z którym dwukrotnie zdobywał brązowy medal mistrzostw Polski (1959, 1971), a po sezonie 1971/1972 w wieku 42 lat zakończył sportową karierę.
Słynął z twardej i nieustępliwej gry. Ponadto świetnie grał ciałem, popisując się m.in.: słynnymi bodiczkami oraz miał mentalność lidera, potrafiąc poderwać drużynę do walki.

## Kariera reprezentacyjna
Rozegrał 84 mecze w reprezentacji Polski, w których strzelił 14 bramek. Dwukrotnie uczestniczył z reprezentacją Polski w turnieju olimpijskim: (Oslo 1952, Cortinie d’Ampezzo 1956) oraz w czterech turniejach o mistrzostwo świata: (1955, 1957, 1958, 1959). Ponadto jest brązowym medalistą akademickich mistrzostw świata z 1953 roku.

## Kariera trenerska
Kazimierz Chodakowski po zakończeniu kariery sportowej rozpoczął karierę trenerską, którą spędził w ŁKS-ie Łódź, gdzie pracował m.in.: jako asystent trenerów oraz trener grup młodzieżowych. Pracował również jako kierowca.

## Sukcesy

### Legia Warszawa
- Mistrzostwo Polski: 1951, 1952, 1953, 1954, 1955, 1956, 1957

### ŁKS Łódź
- Brązowy medal mistrzostw Polski: 1959, 1971

### Reprezentacyjne
- Brązowy medal akademickich mistrzostw świata: 1953

### Indywidualne
- Najlepsza szóstka PZHL w latach 1945–1976[1]
- Odznaka „Zasłużony Mistrz Sportu”

## Życie prywatne
Od 1953 żonaty z Krystyną z Janiaków, z którą miał syna Andrzeja – również hokeistę.
Zmarł dnia 21 października 2017 roku w Łodzi w wieku 88 lat.